# Arzila
Arzila ist eine portugiesische Ortschaft und ehemalige Gemeinde.

## Verwaltung
Die ehemalige Gemeinde (Freguesia) gehört zum Kreis (Concelho) von Coimbra. Die Gemeinde hatte eine Gesamtfläche von 3,4 km² und 654 Einwohner (Stand 30. Juni 2011).
Im Zuge der administrativen Neuordnung in Portugal zum 29. September 2013 wurde Arzila mit den   Gemeinden Ameal und Taveiro zur neuen Gemeinde União das Freguesias de Taveiro, Ameal e Arzila zusammengeschlossen. Hauptsitz der neuen Gemeinde wurde Taveiro.